# Johnnie Wakefield
John Peter "Johnnie" Wakefield, né le 5 avril 1915 à Marylebone (Londres) et décédé le 24 avril 1942 à Wargrave (Berkshire) âgé de 27 ans, est un ancien pilote automobile britannique, sur circuit, essentiellement en voiturettes.

## Biographie
Fils d'un fabricant d'explosifs, il s'essaye dans sa jeunesse aux courses motocyclistes et au ski alpin.
Il commence sa carrière en Grand Prix en 1936. Embarqué à bord d'une voiturette Alta durant sa première saison, il s’achète une Maserati 6CM 1,5 L. en 1937, d'une carrosserie aux multiples couleurs. Il la détruit en 1938 à Cork et s'achete alors une ERA type B. En 1939, il évolue sur une Maserati 4CL.
Au début de la Seconde Guerre mondiale, alors qu'il faisait partie des meilleurs pilotes britanniques, il s'engage dans la Fleet Air Arm. Il se tue dans un accident aérien deux ans plus tard. 

## Palmarès

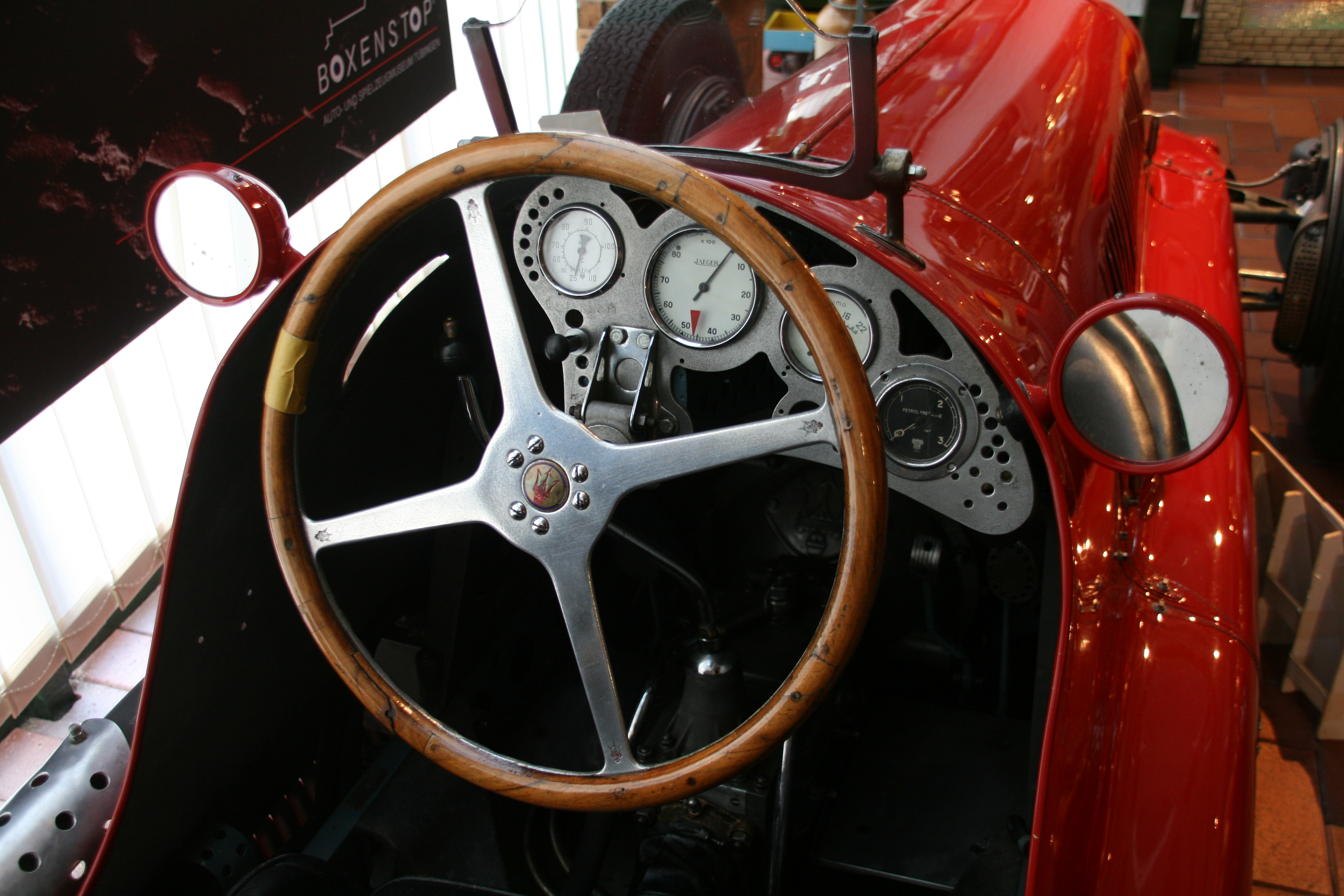
Intérieur d'une Maserati 4CL.

Grand Prix (4, dont 3 réservés aux voiturettes) :

- Junior Car Club 200 mile race, en 1938 sur ERA Ltd 1,5 L. (à Brooklands, face à des véhicules de 3L. de cylindrée, voire plus) ;
- Coppa Principessa di Piemonte, en 1939 sur Maserati 4CL (voiturettes, au parc de Posillipo près de Naples devant Piero Taruffi) ;
- Grand Prix de Picardie, en 1939 sur Maserati 4CL (voiturettes, à Péronne, et meilleur temps au tour) ;
- Grand Prix de l'Albigeois, en 1939 sur Maserati 4CL (vainqueur des deux courses de voiturettes, aux Planques) ;
  - 2e du Trophée de Dublin (ou Grand Prix de Phoenix Park), en 1937 sur Maserati 6CM (voiturettes, à Phoenix Park) ;
  - 2e du Coronation Trophy, en 1938 sur Maserati 6CM (voiturettes, à Crystal Palace) ;
  - 2e de la Coupe de la Commission Sportive, en 1939 sur Maserati 4CL (voiturettes, à Reims-Gueux) ;
  - 3e du Grand Prix de Picardie, en 1937 sur Maserati 6CM (voiturettes) ;
  - 3e du Junior Car Club 200 mile race, en 1937 sur Maserati 6CM (voiturettes, à Donington Park) ;
  - 3e du Prix de Berne, en 1938 sur ERA B/C (voiturettes, à Bremgarten, Suisse) ;
  - 3e du Trophée du Challenge du Siam, en 1938 sur ERA (voiturettes) ;
  - 4e du Junior Car Club 200 mile race, en 1937 sur Maserati 6CM (Donington Park) ;
  - 6e du Mountain Championship, en 1936 sur Alta 56S (à Brooklands).